# Guiomar Coutinho, Duquesa da Guarda
Guiomar Coutinho, 5.ª condessa de Marialva e 3.ª condessa de Loulé que, pelo seu casamento, foi também Infanta e duquesa da Guarda. Nobre portuguesa, filha única de D. Francisco Coutinho, 4.º Conde de Marialva e de sua mulher D. Beatriz de Meneses, 2.ª condessa de Loulé. 
Por carta de 18 de Junho de 1504, D. Manuel I permitiu que, na ausência de varão, esta filha pudesse herdar o património de ambos os progenitores.
O rei, entretanto, ajustara com o conde de Marialva o casamento desta opulentíssima herdeira com o seu próprio filho, D. Fernando, Duque da Guarda, o que tornaria o infante num dos maiores dignitários do Reino.
Com a morte de D. Manuel I, o projecto de casamento só foi implementado por D. João III mas, desde logo, o consórcio foi impedido porque D. João de Lencastre, 1.º Marquês de Torres Novas (neto por bastardia de D. João II), alegava ter já casado, em segredo, com a noiva.
Em 1529, a causa foi julgada contra o marquês, que entretanto estivera sempre preso, permitindo o casamento do infante com D. Guiomar Coutinho em 1530.
Deste casamento nasceram dois filhos:
- Luísa de Portugal (1531 - 3 de outubro de 1534)
- Filho sem nome (1 de agosto de 1533), morreu logo após seu nascimento.

O ano de 1534 foi fatal para esta família, uma vez que entre Outubro e Dezembro toda a família se extinguiu: a Infanta D. Luísa em 3 de Outubro, D. Fernando em 7 de Novembro e D. Guiomar a 9 de Dezembro.
A infanta ficou sepultada na Igreja de São Domingos, em Abrantes.

## Brasão de Armas
Guiomar Coutinho usou uma Lisonja partida: 1- armas de seu marido, o infante D. Fernando (as do reino, diferenciadas por um banco de pinchar -lambel- de prata de três pés, tendo no primeiro um quadrilongo esquartelado de vermelho com um castelo de ouro, e de prata com um leão de púrpura coroado de ouro, que é de Castela e Leão, o segundo pé vazio, e no terceiro pé outro quadrilongo em campo de ouro quatro palas de vermelho, que é de Aragão); 2- armas de seu pai (as da família Coutinho). Coroa de Infanta de Portugal.